# Mumie

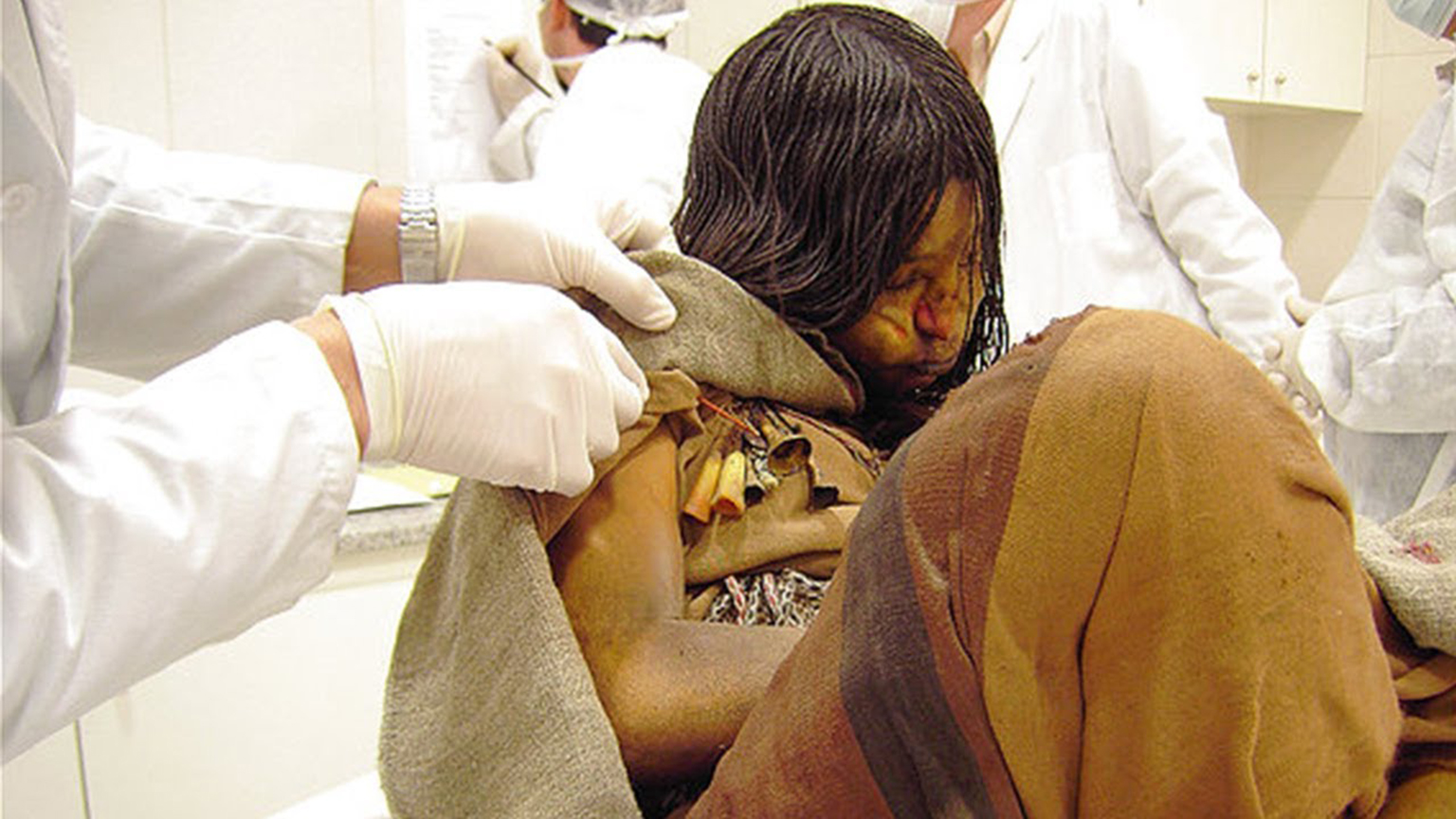
La Doncella, mumia unei fete descoperită pe Llullaillaco.

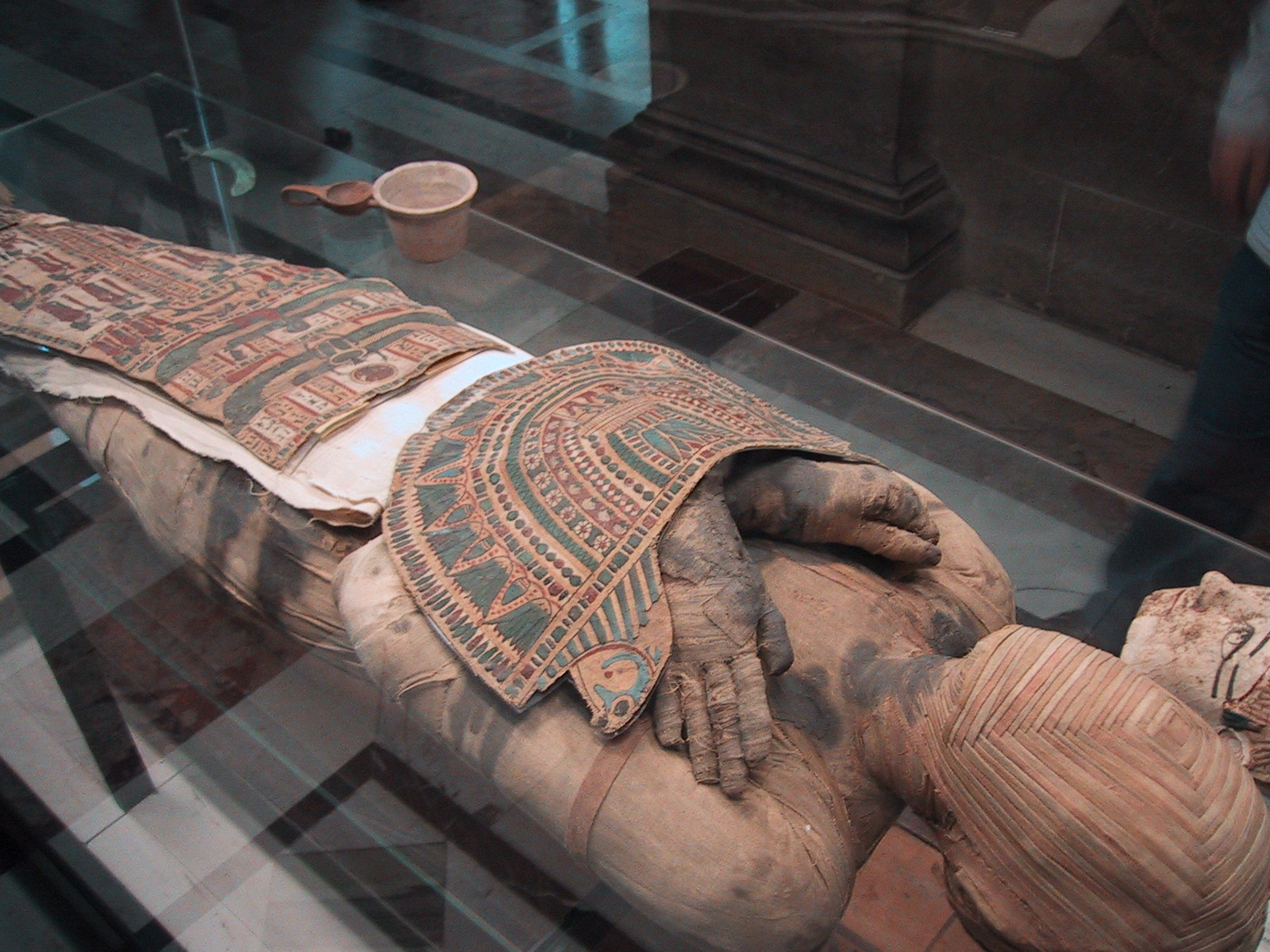
O mumie egipteană aflată la Muzeul Luvru

O mumie este un cadavru ale cărui piele și organe au fost conservate intenționat sau accidental prin expunerea la produse chimice, îngheț, umiditate foarte ridicată sau lipsă de aer, atunci când cadavrul este scufundat într-o mlaștină. Cea mai veche mumie (naturală) descoperită până acum este un cap uman cu o vechime de 6000 de ani, găsit în 1936.
O mumie egipteană de mici dimensiuni se găsește la Muzeul Astra din Sibiu ca parte a Muzeului de Etnografie Universală “Franz Binder”.

## Etimologie
Cuvântul românesc mumie provine din limba latină (medievală) mumia, derivat din cuvântul de origine persană mūm (موم), care are sensul de bitum sau asfalt.